# Christian Chevreuse
Christian Daurade, dit Christian Chevreuse, est un acteur et réalisateur français, né à Paris le 23 mai 1937.

## Filmographie

### Acteur
- 1965 : Le chacal traque les filles de Jean-Michel Rankovitch
- 1966 : Le Chien fou d'Eddy Matalon
- 1967 : Les Compagnons de la marguerite, de Jean-Pierre Mocky
- 1968 : La Grande Lessive (!) de Jean-Pierre Mocky
- 1969 : L'Étalon de Jean-Pierre Mocky
- 1969 : Paulina s'en va d'André Téchiné
- 1970 : Les Amis de Gérard Blain
- 1970 : Justine de Sade de Claude Pierson
- 1970 : Max et les Ferrailleurs de Claude Sautet
- 1970 : La Ville bidon de Jacques Baratier
- 1971 : Chut ! de Jean-Pierre Mocky
- 1971 : L'Italien des Roses de Charles Matton
- 1972 : Les Anges de Jean Desvilles
- 1972 : Bananes mécaniques de Jean-François Davy
- 1972 : Le Gang des otages d'Édouard Molinaro
- 1972 : Jeux pour couples infidèles de Jean Desvilles
- 1972 : Tous les anges ne sont pas des saints de Claude-Yvon Leduc (inédit)
- 1973 : Le Commando des chauds lapins de Guy Pérol
- 1973 : Je prends la chose du bon côté de Michel Gérard
- 1973 : L'Ombre d'une chance de Jean-Pierre Mocky
- 1974 : Les Acharnés du sexe de Joseph Van Houtten
- 1974 : Comment se divertir quand on est cocu mais... intelligent de Pierre-Claude Garnier
- 1974 : Femmes vicieuses de Georges Cachoux
- 1974 : Plein Feux sur un voyeur de Pierre-Claude Garnier
- 1974 : Les Voyeurs de Calvin Floyd
- 1975 : Les Petits Dessous des grands ensembles de Christian Chevreuse
- 1975 : Spermula de Charles Matton
- 1976 : Dis bonjour à la dame de Michel Gérard
- 1979 : La Bande du Rex de Jean-Henri Meunier
- 1991 : Mocky Story de Jean-Pierre Mocky
- 1999 : Rembrandt de Charles Matton

### Réalisateur
- 1975 : Les Petits Dessous des grands ensembles

## Théâtre
- 1964 : Jules César de William Shakespeare, mise en scène Raymond Hermantier, Festival de Lyon, théâtre Sarah-Bernhardt
- 1965 : La Calèche de Jean Giono, mise en scène Jean-Pierre Grenier, théâtre Sarah-Bernhardt
- 1966 : Lady Jane de Jean Mogin, mise en scène Raymond Hermantier, Nouveau Théâtre libre
- 1967 : Et moi aussi j'existe de Georges Neveux, mise en scène Bernard Jenny, théâtre du Vieux-Colombier
- 1969 : L'Infâme de Roger Planchon, mise en scène de l'auteur, théâtre de la Cité de Villeurbanne
- 1970 : L'Infâme de Roger Planchon, mise en scène de l'auteur, théâtre Montparnasse, tournée
- 1973 : Les Femmes au pouvoir d'Élie-Georges Berreby, mise en scène Christian Chevreuse, théâtre des Mathurins